# Копитович, Борис (1995)
Борис Копитович (черног. Борис Копитовић / Boris Koptović; 27 апреля 1995, СРЮ) — черногорский футболист, нападающий. В настоящее время выступает за сингапурский клуб «Тампинс Роверс».

## Достижения
Петровац
- Финалист Кубка Черногории: 2014/2015

Тампинс Роверс
- Обладатель Суперкубка Сингапура: 2020